# Tephritis heliophila
Tephritis heliophila är en tvåvingeart som beskrevs av Friedrich Georg Hendel 1927. Tephritis heliophila ingår i släktet Tephritis och familjen borrflugor. Inga underarter finns listade i Catalogue of Life.